# Klops po królewiecku

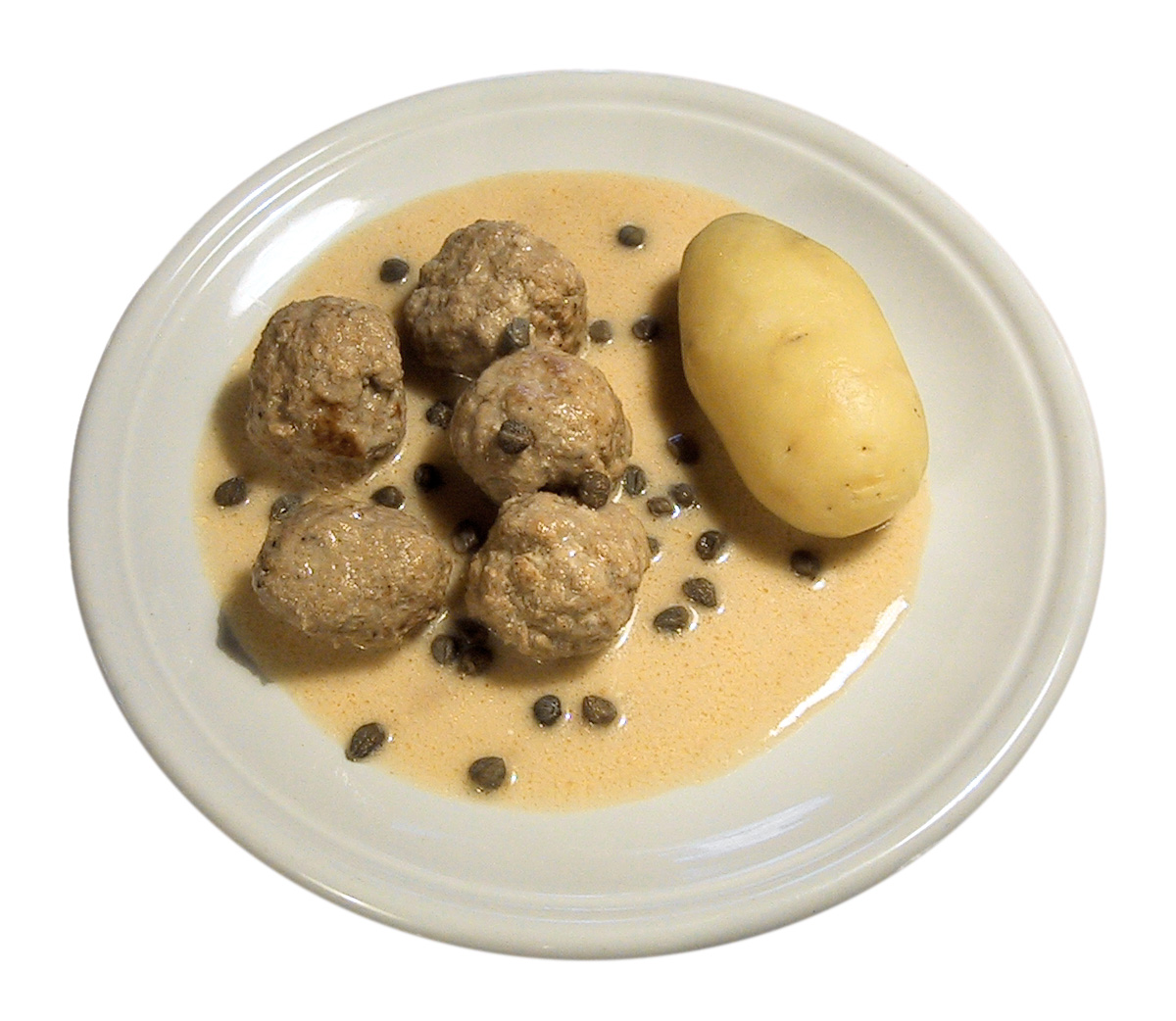
Klops po królewiecku

Klops po królewiecku (niem. Königsberger Klopse znany też jako Soßklopse) – danie kuchni pruskiej, składające się z klopsików w białym sosie z kaparami.

## Nazwa
Nazwa dania wiąże się z pruskim miastem Królewiec i jest jednym z najważniejszych dań kuchni Prus Wschodnich. W Niemieckiej Republice Demokratycznej danie to nazywało się Kochklopse, co w wolnym tłumaczeniu oznaczało „gotowane klopsiki”. Miało to na celu uniknięcie odniesienia do nazwy miasta, która po wcieleniu do ZSRR po zakończeniu II wojny światowej została zmieniona na Kaliningrad na cześć Michała Kalinina, bliskiego współpracownika Stalina w sprawowaniu władzy. Potrawę tę nazywano żartobliwie „Revanchistenklopse” (z niem. klops rewanżystowski).

## Sposób przyrządzenia
Klopsiki są przyrządzane z drobno mielonej cielęciny, choć stosuje się też wołowinę lub wieprzowinę z cebulą, jajkami, bułką tartą i dodatkiem przypraw, zazwyczaj białym pieprzem. W tradycyjnej wersji dodaje się też sardele.
Klopsiki są gotowane na wolnym ogniu w wodzie z dodatkiem soli. Do powstałego w procesie gotowania wywaru dodaje się zasmażkę, śmietankę oraz żółtka i kapary. W wersji uproszczonej jako zagęszczacz stosuje się mąkę bądź skrobię, pomijając żółtko jajka. Jednak niezależnie od sposobu przyrządzenia, kluczowym składnikiem pozostają kapary.
Danie to tradycyjnie podaje się z burakami oraz gotowanymi ziemniakami, choć równie dobrze może być serwowane z ryżem.